# Várzea Alegre (kommun)
Várzea Alegre är en kommun i Brasilien.   Den ligger i delstaten Ceará, i den östra delen av landet, 1 400 km nordost om huvudstaden Brasília. Antalet invånare är 38 442.
Omgivningarna runt Várzea Alegre är huvudsakligen savann. Runt Várzea Alegre är det ganska glesbefolkat, med 21 invånare per kvadratkilometer.